# ناتان اشتون
ناتان اشتون (انگلیسی: Nathan Ashton؛ زادهٔ ۳۰ ژانویهٔ ۱۹۸۷) بازیکن فوتبال اهل بریتانیا است.
از باشگاه‌هایی که در آن بازی کرده‌است می‌توان به باشگاه فوتبال ای‌اف‌سی ویمبلدون، باشگاه فوتبال کرای واندررز، باشگاه فوتبال تاروک، باشگاه فوتبال وایکام واندررز، باشگاه فوتبال چارلتون اتلتیک، باشگاه فوتبال میلوال، باشگاه فوتبال دوور اتلتیک، باشگاه فوتبال کریستال پالاس، باشگاه فوتبال فولام، باشگاه فوتبال بیلریکای، و باشگاه فوتبال تیلبوری اشاره کرد.
وی همچنین در تیم‌های ملی فوتبال England U16 England U17 England U18 England U19 بازی کرده‌است.